# Beciu
Beciu est une commune du județ de Teleorman en Roumanie.